# Pritzelago
Pritzelago é um género botânico pertencente à família Brassicaceae.